# Otar Hökerberg
Måns Otar Eggert Lars Hökerberg, född 29 november 1882 i Stockholm, död 14 januari 1960 i Engelbrekts församling i Stockholm, var en svensk arkitekt.

## Biografi
Hökerberg studerade vid Kungliga Tekniska Högskolan i Stockholm 1902–1906 med fortsatta studier 1906–1909 vid Kungliga Akademien för de fria konsterna.
Han var anställd hos Agi Lindegren, Erik Lallerstedt, Ludvig Peterson (1909–1910) och vid Stockholms rådhusbygge 1910–1911. 1907–1911 var han assistent vid KTH. Från 1913 drev han egen verksamhet, och samma år blev han tjänstgörande arkitekt utom stat vid Överintendentsämbetet. 1918–1947 var han intendent vid Byggnadsstyrelsens utredningsbyrå.
Hökerberg är begravd på Norra begravningsplatsen utanför Stockholm.

## Verk i urval

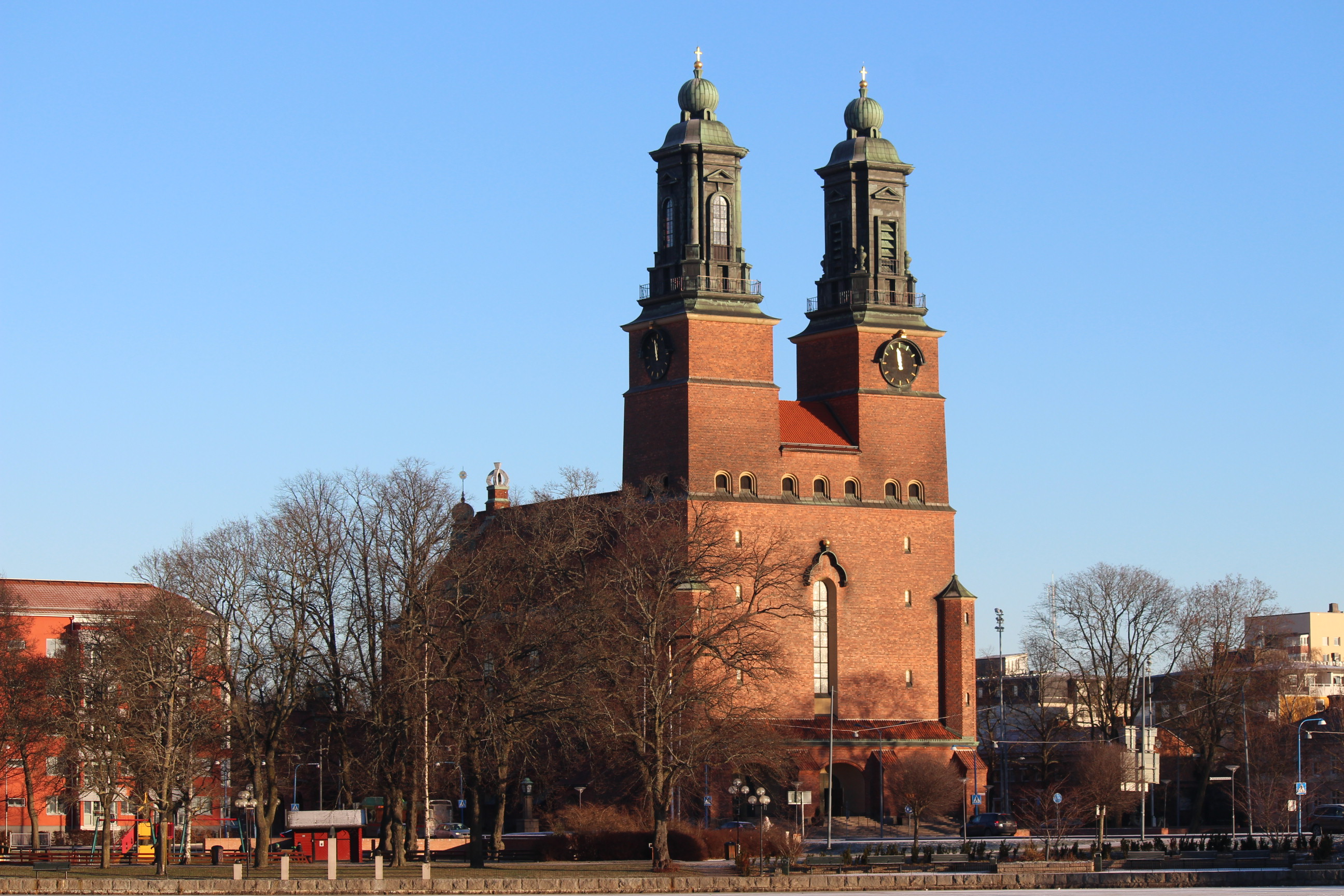
Klosters kyrka i Eskilstuna

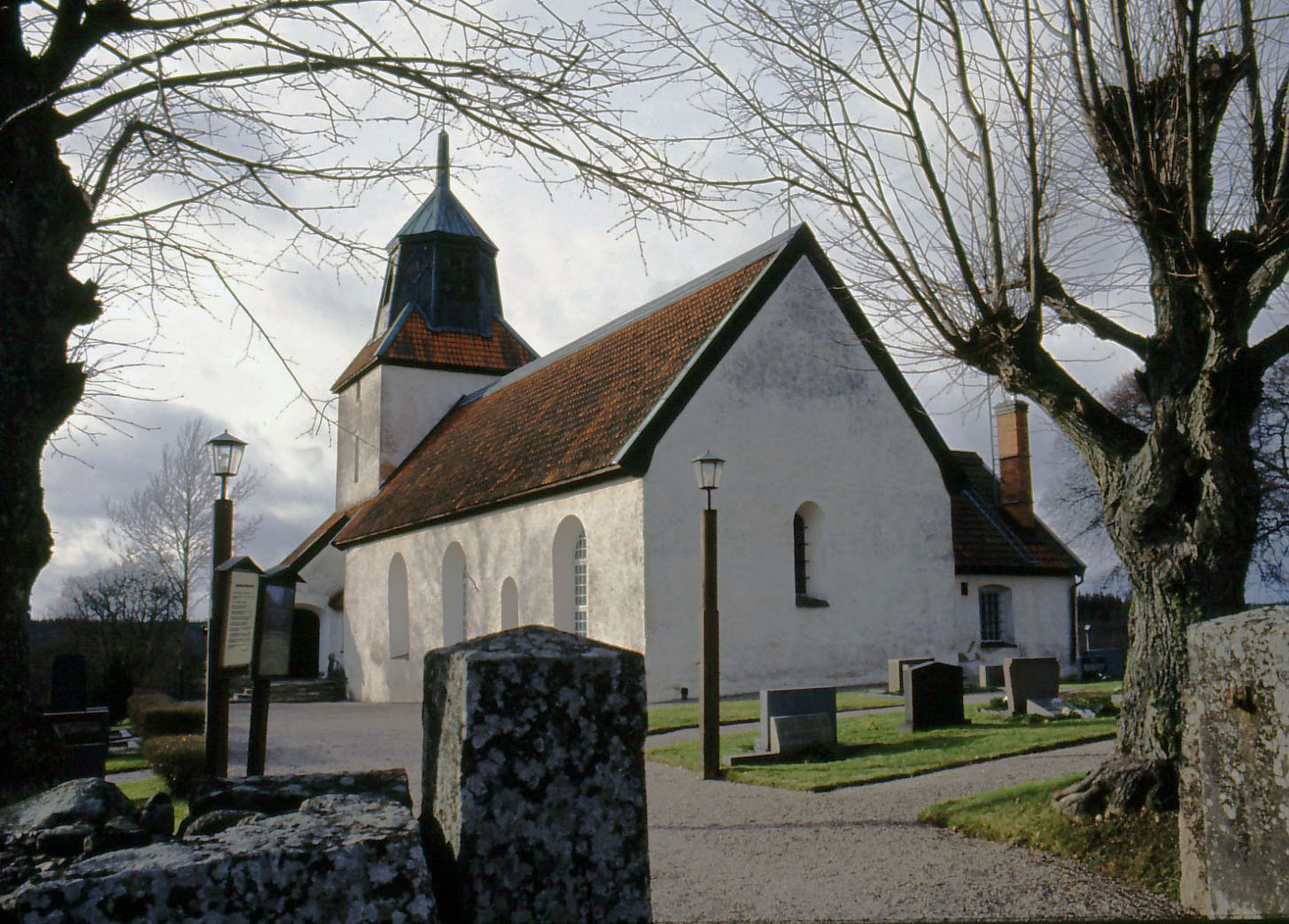
Bäckseda kyrka

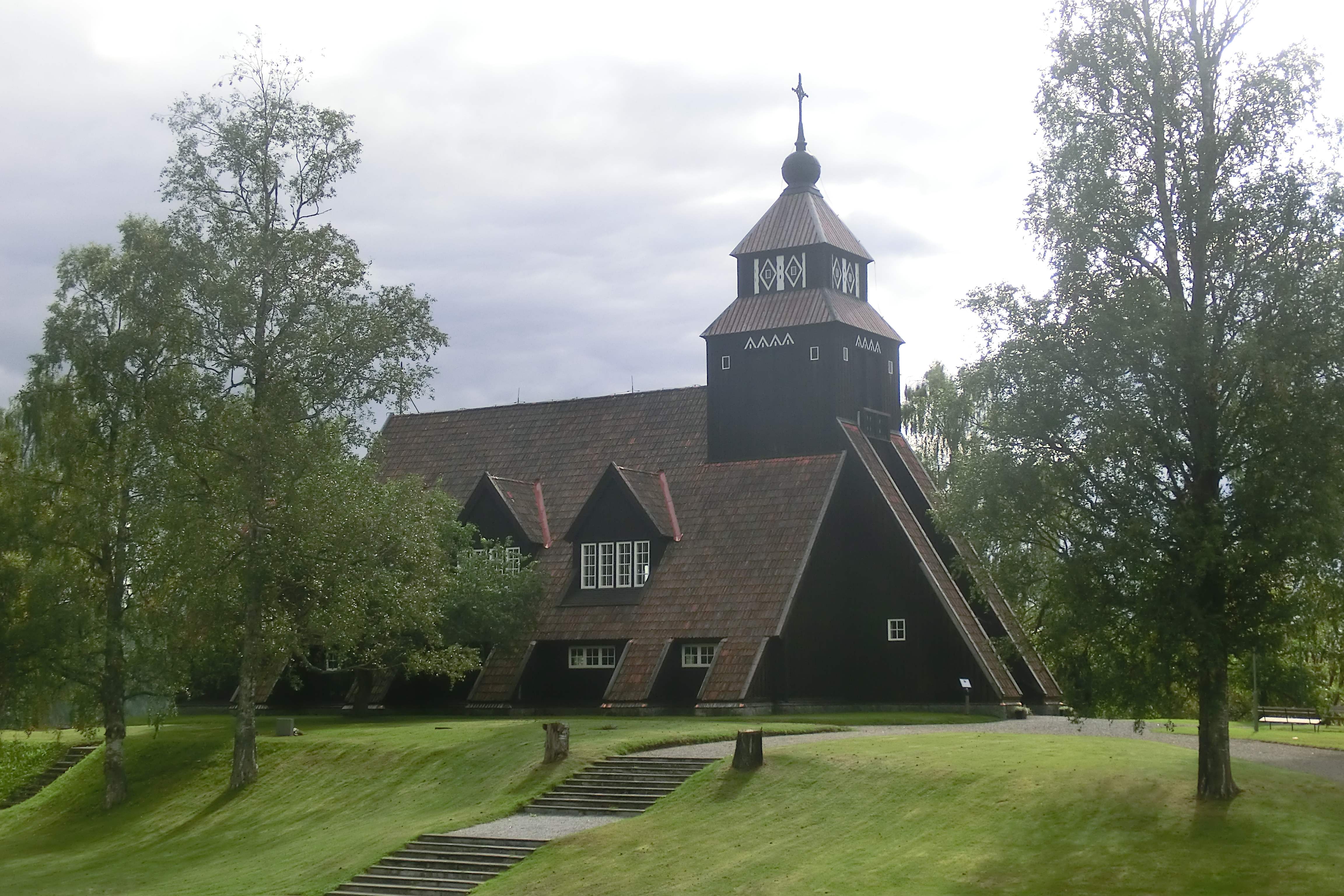
Solbergs kyrka

- Visby stadshotell, 1911, ny- och ombyggnad.
- Gotlands järnvägs huvudkontor i Visby, 1915.
- Bergtekniska laboratorier i Hagfors, Värmland 1915, i Forsbacka 1917–1920, i Sandviken 1919–1920 med flera.
- Bäckseda kyrka, 1915.
- AB Spetsbergens svenska kolfält, Svea, Svalbard, 1916–1917.
- Kraftstationer, Ångermanälven, i Edsele 1917, Gideåbacka 1916 och i Hissmofors 1916.
- Folkskola i Olofsfors, Västergötland, 1917 med flera.
- Solbergs kyrka, 1917.
- Oskarströms kyrka, 1917.
- Harpsund, 1917.
- Metallografiska institutionen (gamla Tekniska högskolan) i Stockholm, 1918–1935.
- Klosters kyrka i Eskilstuna, 1925–1929.
- Garphytte sanatorium, Västmanland, huvudbyggnaden 1929–1931, personalbostäder 1938, läkarbostad 1943, barnpaviljongen 1944 med flera.
- Krematorium i Eskilstuna, 1932.
- Krematorium i Trollhättan, 1932.
- Villa Hirsch i Saltsjöbaden, 1933–1934.
- Villa Lusthusporten på Djurgården i Stockholm, 1940, ombyggnad.